# Владо Јагодић
Владо Јагодић (Босанска Градишка, 22. март 1964) српски је фудбалски тренер и бивши фудбалер. Тренутно је на клупи Радника из Бијељине.

## Каријера
Јагодић је на почетку фудбалске каријере играо у нижеразредним клубовима Републике Српске: Задругар Кочићево, Лијевче Н. Топола, Слога ДИПО Подградци и Лакташи. Наступао је затим за БСК Бања Луку, Рудар Љубија и Козару из Градишке, пре него што је прешао у прволигаша Борац Бања Лука. Касније је играо у Србији за фудбалски клуб Морава Ћуприја.
Највеће успехе је забележио у Борцу Бања Лука, где је освојио два Купа Републике Српске у сезонама 1994/95. и 1995/96. Јагодић је постигао други гол у финалу против Рудара из Приједора 1995. године. Током каријере у Борацу, играо је на више од 250 мечева и постигао преко 80 голова. Био је део првог историјског меча фудбалске репрезентације Републике Српске.
Паралелно са његовом играчком каријером, Јагодић је био успешан фудбалски судија за време СФР Југославије. Први судијски испит је положио 1984. године. Републичку категорију је добио две године касније, а савезну 1990. године.
Наставио је да ради као тренер у фудбалском клубу Лакташи током 2000−их. Увео је клуб у Премијер лигу БиХ и био шампион Прве лиге Републике Српске 2006/07. Међутим, отпуштен је у децембру 2007. године, према званичној изјави клуба због наводних непримерених коментара у медијима. Затим је од јануара 2008. био спортски директор Борца из Бања Луке. Након што је Миломир Одовић отпуштен с положаја тренера Борца у септембру 2008. године, Јагодић је именован на то место. Током сезоне 2008/09. Борац је добро играо под Јагодићем на крају је завршио на петом месту и освојио Куп Републике Српске. Међутим, Јагодић је био разрешен дужности у јуну 2009. након неуспелих преговора око продужетка уговора. У октобру 2009, Јагодић прелази у Љубић Прњавор, али није успео да спаси клуб од испадања из Прве лиге Републике Српске. Након тога му је понуђен положај тренера у Борцу. Јагодић се вратио у ФК Борац Бања Лука у августу 2010. након лошег старта сезоне са претходним тренером. Остао је на клупи током целе сезоне и иако је успео да освоји Премијер лигу БиХ у сезони 2010/11, клуб је одлучио да са њим не продужи уговор. Напустио је клуб у јуну 2011. и концентрисао се на рад у репрезентацији Босне и Херцеговине испод 21 године.
Јагодић је у сезони 2011/12. преузео место тренера Козаре из Градишке. Иако је успео да забележи неке добре резултате, на крају му није успело да спаси клуб од испадања из лиге и поднео је оставку непосредно након почетка другог дела сезоне.
У јуну 2012, Јагодић је преузео позицију тренера у Челику из Зенице. Тренирао је поново Борац из Бања Луке, а крајем 2016. преузима тузланску Слободу где је остао до 2017. године. Од септембра 2017. тренирао је Јавор из Ивањице. У јуну 2018. постављен је за тренера Јединства из Бихаћа.

## Трофеји

### Играч
Борац Бања Лука
- Куп Републике Српске (2): 1994/95, 1995/96.

### Тренер
Лакташи
- Прва лига Републике Српске (1): 2006/07.
- Друга лига Републике Српске - Запад (1): 2003/04.
- Трећа лига Републике Српске - Запад (1): 2002/03.

Борац Бања Лука
- Премијер лига БиХ (1): 2010/11.
- Куп Републике Српске (1): 2008/09.